# تپه قلعه خنجین
تپه قلعه خنجین مربوط به دوره اشکانیان است و در شهرستان فراهان، بخش خنجین، شهر خنجین واقع شده و این اثر در تاریخ ۲۶ اسفند ۱۳۸۶ با شمارهٔ ثبت ۲۲۰۷۵ به‌عنوان یکی از آثار ملی ایران به ثبت رسیده است.